# Универзитет у Новом Месту
Универзитет у Новом Месту (словен. Univerza v Novem mestu) је приватни универзитет у Новом Месту.

## Организација
- Факултет економије и информатике
- Факултет пословних и административних наука
- Факултет здравствених наука
- Машински факултет